# Roger Swerts
Roger Swerts (ur. 28 grudnia 1942 w Heusden) – belgijski kolarz szosowy, brązowy medalista mistrzostw świata.

## Kariera
Największy sukces w karierze Roger Swerts osiągnął w 1965 roku, kiedy zdobył brązowy medal w wyścigu ze startu wspólnego podczas mistrzostw świata w San Sebastián. W zawodach tych wyprzedzili go jedynie jego rodak Brytyjczyk Tom Simpson oraz Rudi Altig z RFN. W tej samej konkurencji był też między innymi piąty na rozgrywanych cztery lata później mistrzostwach świata w Zolder. W wyścigu ze startu wspólnego wystartował także na igrzyskach olimpijskich w Tokio w 1964 roku, zajmując osiemnaste miejsce. Ponadto był między innymi drugi w Tour de Pologne w 1962 roku, wygrał Tour de Liège w 1963 roku, trzeci w Grand Prix de Fourmies w 1965 roku, wygrał Mistrzostwa Zurychu w 1969 roku i Nationale Sluitingsprijs w 1971 roku, w latach 1972 i 1974 był najlepszy w wyścigu Dookoła Belgii, a w 1972 roku zwyciężał w Gandawa-Wevelgem i Chrono des Nations. Trzykrotnie startował w Vuelta a Espana, wygrywając łącznie pięć etapów. W klasyfikacji generalnej najlepiej wypadł w 1973 roku, kiedy był dziewiąty. Rok wcześniej wygrał jeden etap Giro d'Italia i zajął szesnastą pozycję w klasyfikacji generalnej. W tym samym roku był też czternasty w Tour de France. W 1978 roku zakończył karierę.